# 石獅市看守所
石獅市看守所是中華人民共和國福建省泉州市石獅市的一座看守所，隸屬於石獅市公安局管轄，位於蚶江鎮九龍山工业區，2002年3月19日開始修建新看守所，2004年遷入現址，獲評全國一級看守所，2020年中國公安部给石獅市看守所記集體一等功。